# Ca' Farsetti
Ca' Farsetti (o Palazzo Dandolo Farsetti) è un palazzo veneziano, situato nel sestiere di San Marco e affacciato sul Canal Grande, poco distante dal Ponte di Rialto. È sede, assieme all'attigua Ca' Loredan, del municipio della città lagunare.

## Storia

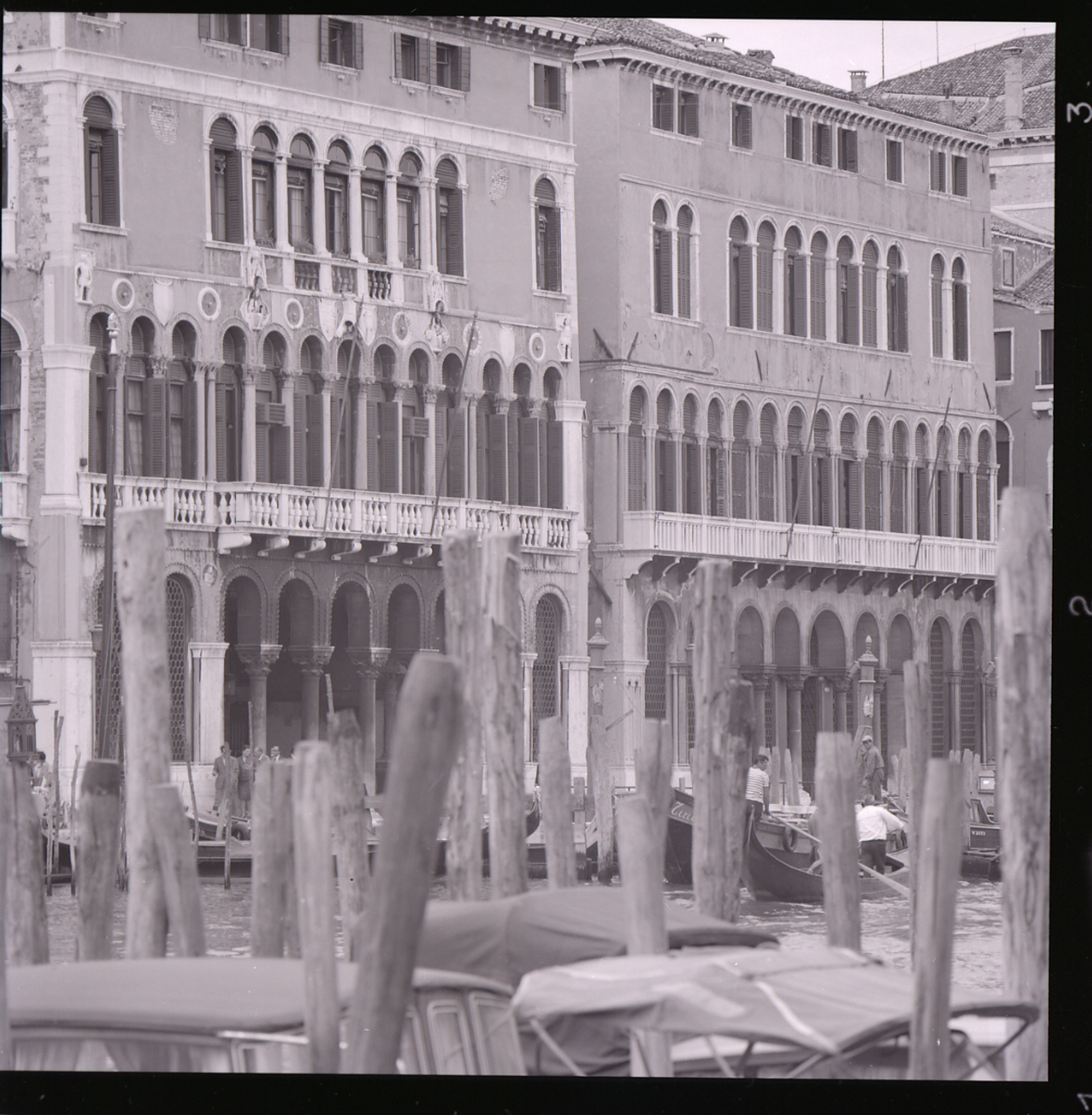
La facciata vista dal Canal Grande in una foto di Paolo Monti del 1969

Il palazzo fu costruito nel XIII secolo per volontà dei discendenti del doge Enrico Dandolo, di soli due piani.
Federigo Contarini, che comprò il palazzo nel 1440 lo fece ampliare in altezza, portandolo alle attuali dimensioni.
Intorno al 1670 passa alla famiglia che ne dà il nome, i Farsetti, i quali nel corso del Settecento vi allestirono una sorta di centro culturale aperto a intellettuali, artisti, cittadini e turisti stranieri. Nel "museo" trovò posto una ricchissima collezione di pezzi d'arte di varie epoche e provenienze, completata da una fornita biblioteca.
Ultimo membro della casata fu Anton Francesco che, oberato dai debiti, nel 1788 chiuse la galleria e cominciò ad alienare le opere custodite. Subito bloccato dagli Inquisitori di Stato, poté riprendere le vendite dopo la caduta della Serenissima.
Morto nel 1808, il palazzo venne acquistato all'asta dalla vedova Andriana da Ponte in quanto creditrice di dote. Per un certo tempo vi fu insediato l'albergo "Gran Bretagna" ma nel 1826 fu venduto all'amministrazione comunale di Venezia che l'anno dopo lo adibì a residenza municipale, ruolo che svolge tuttora.

## Descrizione
La facciata di Palazzo Farsetti presenta un edificio disposto su tre livelli più un ammezzato: i primi due sono quelli del nucleo originario, col loggiato in stile veneto-bizantino a livello del canale; solo nel 1892 venne aggiunto l'ultimo piano.
Il piano terra centralmente ha un portico chiuso da cinque archi a tutto sesto, sostenuti da quattro colonne corinzie, strutturalmente analogo a quello dell'attigua Ca' Loredan, alla quale Ca' Farsetti è collegata, sul lato sinistro, attraverso un "cavalcavia". Il piano nobile la facciata si caratterizza per quindici aperture a tutto sesto con, a segnare i due livelli, una lunga balaustra.
Dentro si segnalano lo scalone dell'ala destra, dovuto ai lavori che i Farsetti vollero nel Settecento e il salone del piano nobile con stucchi dello stesso secolo.